# Мелисса и Джоуи
«Мелисса и Джоуи» (англ. Melissa & Joey) — американский комедийный сериал, выходивший на канале ABC Family с 17 августа 2010 по 5 августа 2015 года. Главные роли исполнили Мелисса Джоан Харт и Джоуи Лоуренс, ранее снимавшиеся вместе в другом проекте канала — телефильме «Фальшивая свадьба» в 2009 году. Сериал транслировался с умеренным успехом на протяжении четырех сезонов, включающих в себя 104 эпизода.

## Синопсис
Бывший успешный топ-менеджер Джоуи Лонго, чья карьера была разрушена из-за аферы начальника, становится няней Леннокс и Райдера, детей-подростков бывшего босса, которые находятся на попечении своей тёти — местного политика Мел Бёрк.

## Персонажи и актёры

### Главные герои
- Мелисса «Мел» Бёрк (Мелисса Джоан Харт) — член городского совета Толидо, штат Огайо. После ареста сестры Мередит и исчезновения зятя Льюиса, берёт на себя опеку над их детьми и своими племянниками — Леннокс и Райдером (104 серии).
- Джозеф «Джоуи» Лонго (Джоуи Лоуренс) — бывший глава отдела продаж в компании Льюиса Скэнлона. Потеряв работу после банкротства фирмы, становится помощником по хозяйству в доме Мел и няней её племянников (104 серии).
- Леннокс Элизабет Скэнлон (Тэйлор Спрейтлер) — дочь Мередит и Льюиса, племянница Мел и старшая сестра Райдера (104 серии).
- Райдер Скэнлон (Ник Робинсон) — сын Мередит и Льюиса, племянник Мел и младший брат Леннокс (89 серий).

### Второстепенные персонажи
- Зандер Карлсон (Стерлинг Найт) — бойфренд Леннокс (31 серия, 2013—2015)
- Стефани Краузе (Люси Де Вито) — ассистентка Мел (16 серий, 2010—2012)
- Марко (Кевин Фонтейн) — племянник Джоуи (11 серий, 2013—2015)
- Дэни Манчини (Джада Фейсер) — дочь Джоуи (9 серий, 2014—2015)
- Рассел Бёрк (Кристофер Рич) — отец Мел, сенатор (8 серий, 2010—2015)
- Холли Ребек (Рэйчел Фокс) — девушка Райдера (7 серий, 2011—2012)
- Глория Лонго (Фэйт Принс) — мать Джоуи (7 серий, 2013—2015)
- Остин (Тревор Донован) — друг Мел (7 серий, 2013—2014)
- Ронда Ченг (Элизабет Хо) — пресс-секретарь Мел (5 серий, 2010)
- Тереза (Марисса Джэрет Винокур) — сестра Джоуи (5 серий, 2013—2014)

### Приглашённые звёзды
| - Мэттью Лоуренс - Кристин Лэйкин - Скотт Майкл Фостер - Дорис Робертс - Грегг Салкин - Эрин Сандерс - Брук Бёрк - Меган Хилти - Бет Бродерик - Эндрю Лоуренс - Коди Линли - Крис Брошу - Джулия Даффи | - Кэтрин Хелмонд - Вивика А. Фокс - Лесли Гроссман - Деби Мейзар - Трэвис Шульдт - Джейми Прессли - Тим Конуэй - Мэтт Седеньо - Блейк Дженнер - Марла Соколофф - Джейкоб Артист - Иветт Николь Браун - Валери Харпер |

## Награды и номинации
| Год  | Премия                 | Категория                     | Результат |
| ---- | ---------------------- | ----------------------------- | --------- |
| 2013 | People’s Choice Awards | Любимая комедия кабельного ТВ | Номинация |
| 2014 | People’s Choice Awards | Любимая комедия кабельного ТВ | Номинация |
| 2015 | People’s Choice Awards | Любимая комедия кабельного ТВ | Победа    |